# Louis Vonlanthen

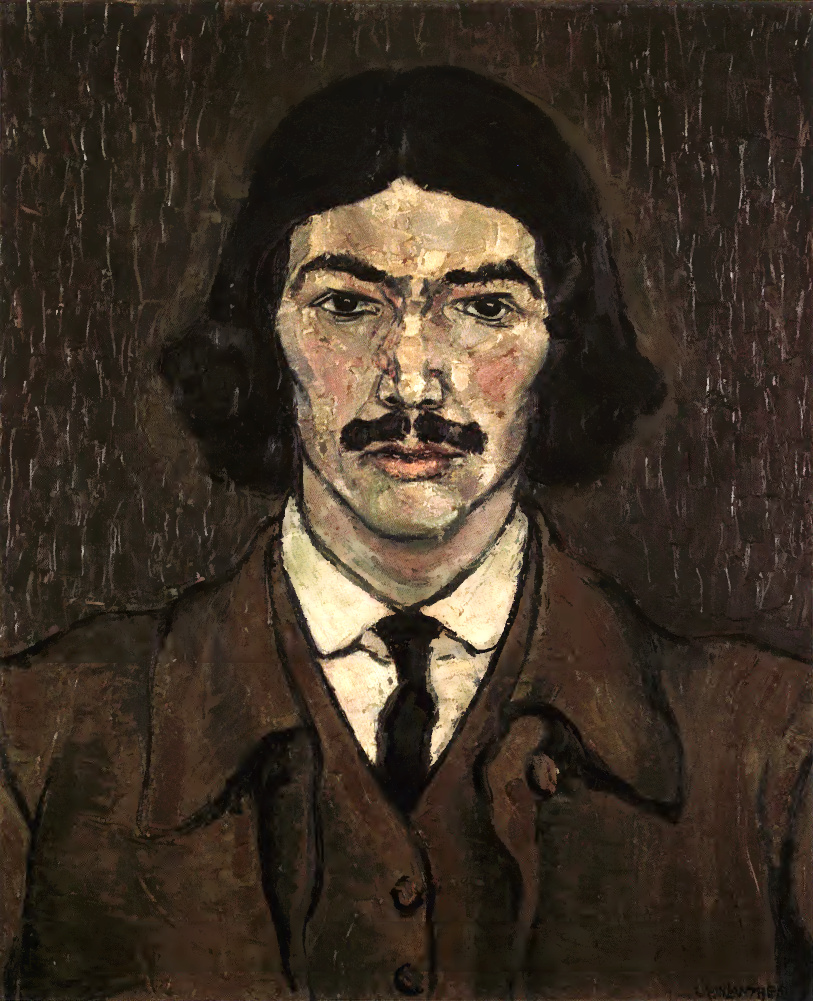
Louis Vonlanthen: Selbstporträt, um 1916, Öl auf Leinwand, 55 × 46 cm, Museum für Kunst und Geschichte Freiburg

Louis Vonlanthen (* 13. August 1889 in Epagny; † 13. Mai 1937 in Romont), heimatberechtigt in Freiburg und Düdingen, war ein Schweizer Zeichner und Maler.

## Leben

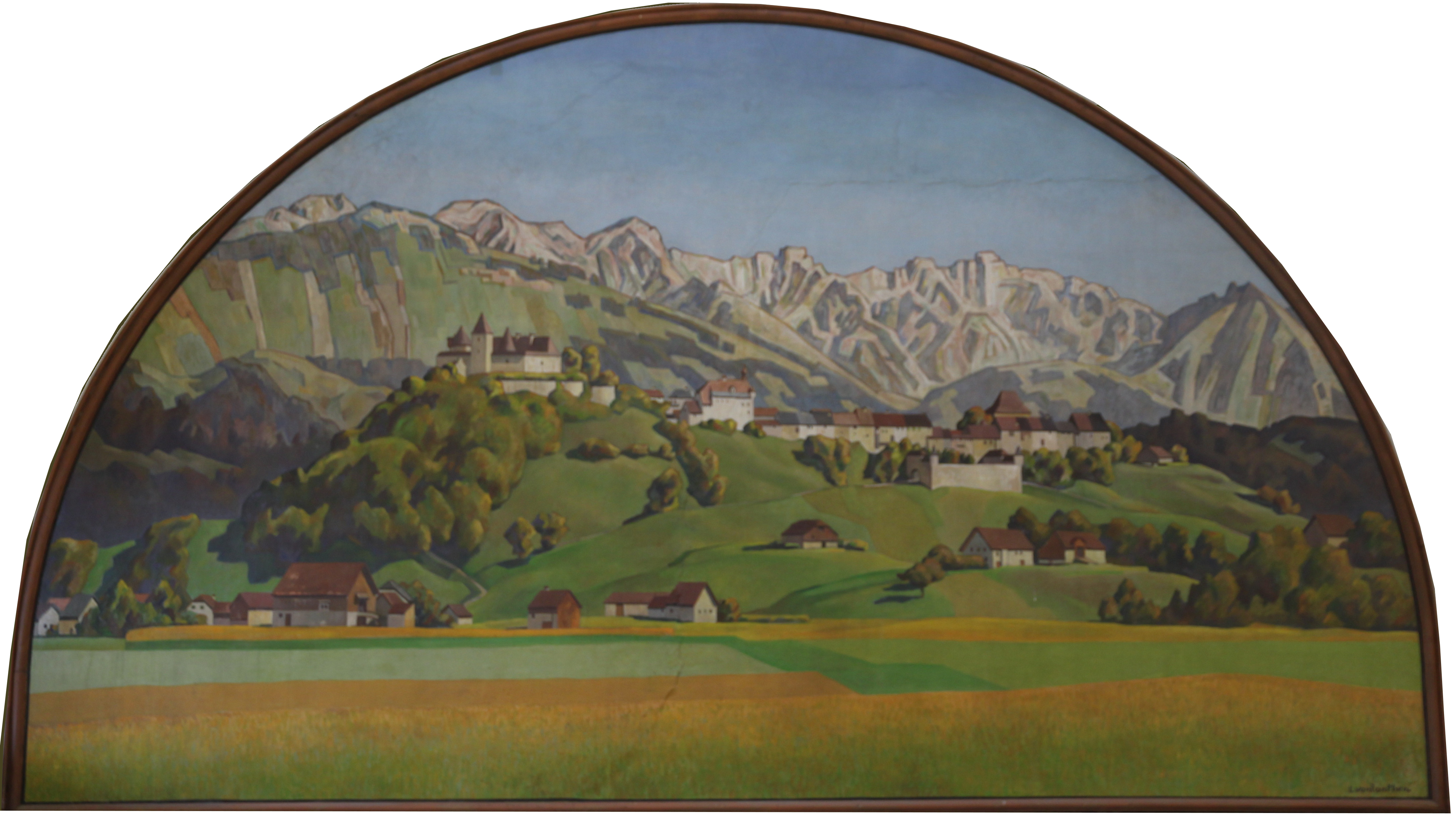
Louis Vonlanthen: «Gruyères», 1927, Öl auf Leinwand auf Mauer aufgezogen, 13 m², Bahnhofshalle Fribourg/Freiburg

Louis Vonlanthen, Sohn von Claude Vonlanthen, Dachdecker und Schindelmacher, und Marie-Françoise Pauchard, wuchs mit zwei Geschwistern auf. Die Familie übersiedelte auf der Suche nach Arbeit und Einkommen nach Neuenburg, das sich industriell entwickelte und wo der Vater 1891 eine Anstellung bei der Compagnie de Tramway fand. Die Integration der katholischen Vonlanthens im calvinistischen Neuenburg war mühsam. Louis besuchte die katholische Primarschule. Bald wurde sein Talent für das Zeichnen entdeckt. Mit der Unterstützung des Pfarrers fand Louis einen Lehrplatz als Zeichner bei einem lokalen Architekten. 1909 unternahm er eine Reise nach Florenz, wo er als Gaststudent die Kunstakademie besuchte. Hier lernte er die Toscana und Umbrien kennen und war beeindruckt von der Malerei des italienischen Quattrocento. In der Folge beschäftigte er sich mit sakraler Kunst. 1910–1911 war er Schüler von Charles L’Eplattenier (1874–1946) an der Kunstschule École d’arts appliqués à l’industrie in La Chaux-de-Fonds.
Ab 1912 stellte er regelmässig aus und wurde 1913 Mitglied Société des peintres, sculpteurs et architectes suisse (SPSAS), was ihm den Zugang zu den kantonalen und nationalen Salons eröffnete. Ein Posten beim Bauamt von Neuenburg, wo er Pläne lesen, Architekturzeichnungen anfertigen und Einträge im Grundbuch nachführen musste, sicherte ihm das lebensnotwendige Einkommen.
Neben dieser Tätigkeit verbrachte er im Sommer jeweils zwei Monate in seiner freiburgischen Heimat und im Tessin, wo er seine bevorzugten Themen fand: Landschaften im Greyerzerland und Ansichten der Stadt Freiburg oder vom malerischen Gandria und Neuenburgersee- und Murtenseelandschaften. Von seinen ersten Ausstellungen an anerkannte ihn die lokale Presse als bemerkenswerten Landschaftsmaler. 1916 schuf er sein Monumentalwerk «Neuchâtel» für das Bahnhofbuffet in Lausanne. Für die neu erbaute Landwirtschaftsschule Grangeneuve erhielt er den Auftrag für die zwei Bildkompositionen: «L’Armailli» und «Le Faucheur». 1924 erhielt er den Auftrag vom Kanton Freiburg für zwei Ölgemälde, die der ETH Zürich geschenkt wurden. So entstanden «Le pont de Zaehringen» und «Le pont de Grandfey».
1924 heiratete Louis Vonlanthen Reine Handrick. Sie wohnten in Freiburg, wo er an der Mädchenschule der Stadt unterrichtete.
1927 beauftragte ihn die Compagnie des chemins de fer de la Gruyère mit der Ausführung einer Bildkomposition «Gruyères et les Vanils Noirs» zur Dekoration der Eingangshalle im neu erbauten Bahnhof von Freiburg. Anlässlich des eidgenössischen Schützenfestes von 1934 in Freiburg schmückte Vonlanthen die Eingangshalle des Hotel de Fribourg mit einem 12 Meter langen Freiburg-Panorama. Dieses Hotel wurde wegen des Neubaus des Hauptsitzes der Freiburger Staatsbank an dieser Stelle 1976 abgebrochen.
Er starb im Alter von 48 Jahren bei einem Autounfall.

## Ausstellungen
- 1912: Beteiligung am salon national in Neuenburg
- 1913: Beteiligung an der nationalen Ausstellung der SPSAS in Zürich
- 1914: Beteiligung am salon national in Bern
- 1916: gewinnt den Wettbewerb der SBB für die Dekoration des neuen Bahnhofbuffets Lausanne mit seinem Ölgemälde «Neuchâtel»
- 1917: Beteiligung am salon national in Zürich
- 1917: Ausstellung Buchs, Donzé, Loup, Schmidt und Vonlanthen in der Galerie Léopold Robert in Neuenburg[5]

## Galerie

Grandfeybrücke
Freiburg mit Zähringerbrücke